# Los Hermanos Rosario

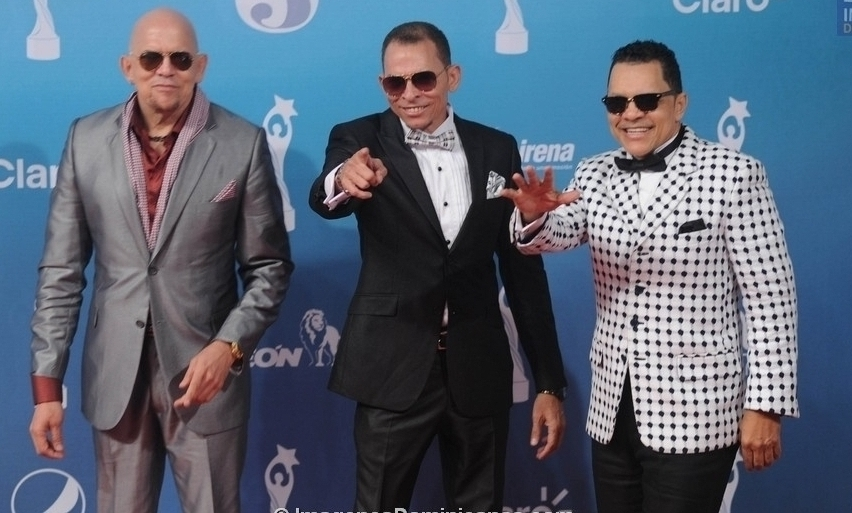
Los Hermanos Rosario (2012)

Los Hermanos Rosario, auch bekannt als Dueños del Swing sind eine Merenguegruppe aus der Dominikanischen Republik.

## Werdegang
Die Gruppe Los Hermanos Rosario wurde 1978 von den Brüdern Toño, Pepe, Rafa und Luis in Higuey auf der Dominikanischen Republik gegründet. Schon in ihrer Jugend spielten die Rosario Brüder auf selbstgefertigten Instrumenten wie Flaschen, Töpfe, Pfannen etc. und sangen in der Nachbarschaft. Ihre professionelle musikalische Karriere begann mit der Bandgründung. Ihre Gruppe besteht aus 14 Musikern, welche mit den Alben Los Hermanos Rosario (1983), Bomba Mi Hermano (1990), Insuperables (1991), Los Dueños del Swing (1995) und Bomba 2000 großen Erfolg in der Dominikanischen Republik, Puerto Rico, Mittelamerika, Kolumbien, Venezuela, Peru und den USA hatten. 1990 verließ Toño Rosario die Band und begann eine Solokarriere. Zu ihren bekanntesten Hits gehört beispielsweise der Song Morena Ven.

## Diskografie

### Alben
| Jahr | Titel                | Höchstplatzierung, Gesamtwochen, AuszeichnungChartsChartplatzierungen (Jahr, Titel, Platzierungen, Wochen, Auszeichnungen, Anmerkungen) | Anmerkungen |
| Jahr | Titel                | Latin | Anmerkungen |
| ---- | -------------------- | --- | ----------- |
| 1995 | Los Dueños del Swing | Latin16 ×2Doppelplatin · (21 Wo.)Latin                                                                                                  |             |
| 1997 | Y Es Facil           | Latin19 Platin · (15 Wo.)Latin |             |

Weitere Alben
- Los Hermanos Rosario (1983)
- Acabando (1987)
- Otra Vez (1988)
- Bomba Mi Hermano (1989)
- Fuera De Seria (1990)
- Insuperables (1991)
- Los Mundialmente Sabrosos (1992, US: ×2Doppelplatin (Latin) )
- Tropical (1997)
- Bomba 2000 (1999)
- Swing a Domicilio (2002)
- La Bomba (2007)
- Aura (2007)

### Singles
| Jahr | Titel Album                             | Höchstplatzierung, Gesamtwochen, AuszeichnungChartsChartplatzierungen (Jahr, Titel, Album, Platzierungen, Wochen, Auszeichnungen, Anmerkungen) | Anmerkungen |
| Jahr | Titel Album                             | Latin | Anmerkungen |
| ---- | --------------------------------------- | --- | ----------- |
| 1993 | Amor Amor Los Mundialmente Sabrosos     | Latin24 (6 Wo.)Latin |             |
| 1993 | Morena Ven Los Mundialmente Sabrosos    | Latin9 (10 Wo.)Latin |             |
| 1994 | El Desdichado Los Mundialmente Sabrosos | Latin20 (5 Wo.)Latin |             |
| 1994 | Ay Que Mujer Los Mundialmente Sabrosos  | Latin29 (5 Wo.)Latin |             |
| 1997 | Fin De Semana Y Es Facil                | Latin38 (1 Wo.)Latin |             |
| 2000 | Siento Bomba 2000                       | Latin18 (15 Wo.)Latin |             |

## Besetzung
- Toño Rosario
- Rafa Rosario
- Luis Rosario
- Tony Rosario